# A24
A24 је америчка независна продукцијска кућа, коју су основали Данијел Кац, Дејвид Фенкел и Џон Хоџиз 20. августа 2012. године. Седиште се налази у Њујорку.
Кац, Фенкел и Хоџиз, пре A24, радили су на филму и продукцији док су на крају основали продукцијску кућу, првобитно A24 Films, која се специјализовала за дистрибуцију филмова. Почевши умерено у 2013. са филмом Осврт на стање ума Чарлса Свона Трећег, раст куће је почео објављивањем филма Бунтовнице касније те године. Постали су познатији након што су преузели америчка права на филмове Екс машина и Соба, као и права широм света на филм Вештица: Народна прича Нове Енглеске, која су од тада значајно порасла. Склопили су послове са DirecTV Cinema-ом и Amazon Prime-ом крајем 2013. године, а неки филмови су се дистрибуирали преко њих, док име је скраћено на A24 2016. године.
До 2019. кућа је добила укупно 25 номинација за Оскара. Године 2016. филмови које дистрибуира A24 освојили су Оскара за најбољу глумицу у главној улози (Бри Ларсон у филму Соба), најбољи дугометражни документарни филм (Ејми) и најбоље визуелне ефекте (Екс машина). Године 2017. Месечина је освојио Оскара за најбољи филм (прва таква награда за кућу), најбољи адаптирани сценарио и најбољег глумца у споредној улози (Махершала Али).
A24 је такође продуцирао серије од којих је најпознатија Еуфорија.